# دستور زبان ادبی معاصر فارسی
دستور زبان ادبی معاصر فارسی (به روسی: Грамматика современного персидского литературного языка) کتابی از یوری آرانوویچ روبینچیک راجع به دستور زبان فارسی است. روبینچیک برای نگارش این کتاب، به‌عنوان برگزیدهٔ سومین دورهٔ جشنوارهٔ فارابی معرفی شد. این کتاب همچنین برندهٔ جایزهٔ فرهنگستان علوم روسیه در سال ۲۰۰۱ شد.

## نقد
نشست نقد و بررسی این کتاب روز ۳ اردیبهشت ۱۳۹۲ در مرکز فرهنگی شهر کتاب با حضور کورش صفوی، مجتبی منشی‌زاده، علی‌اصغر محمدخانی و مریم شفقی برگزار شد.
محسن شجاعی در مقالاتِ جداگانه به نقد و معرفیِ متن اصلی این کتاب و نیز ترجمهٔ فارسی آن پرداخته‌است.